# Ермаковское сельское поселение (Ростовская область)
Ермаковское сельское поселение — муниципальное образование в Тацинском районе Ростовской области.
Административный центр поселения — станица Ермаковская.

## История
Станица Ермаковская, а также примыкающие к ней хутора расположены в долине реки Долгой (которая теперь окончательно высохла), основана в 1876 году. Своё название станица получила в честь казачьего атамана Ермака Тимофеевича, покорителя Сибири. До 1915 года станица относилась к Первому Донскому округу. В том же году в ней насчитывалось 465 дворов и 1587 человек населения. Все прочие поселения на территории современного муниципального образования были образованы в конце XIX — начале XX века.
В 1920 году в станице Ермаковской был образован Ермаковский сельский совет. Согласно архивным документам, с 1943 года на территории земель нынешнего сельского поселения были организованы три сельских совета:
1. Новороссошанский сельский совет, в его состав входили хутора Новороссошанский, Чумаков, Платонов. Сельский совет просуществовал с 1943 года по 1960-й.
2. Фоминский сельский совет, в его входили хутора Фоминка, Усть-Фоминка и Ильинка. Просуществовал с 1943 года по 1954 год.
3. Ермаковский сельский совет, в его состав которого входили станица Ермаковская, хутор Нижнекольцов, хутор Верхнекольцов, хутор Херсонка, хутор Николаевка. Просуществовал с 1920 года по 1992 год.

В результате объединения трёх сельских советов в 1960 году был Ермаковский сельский совет.
17 января 1992 года была образована Ермаковская сельская администрация, которая стала правопреемником Ермаковского сельского совета.
В 2012 году в станице Ермаковской был окончательно построен храм Спаса Преображения[1][1].

## Административное устройство
В состав Ермаковского сельского поселения входят:
- станица Ермаковская;
- хутор Верхнекольцов;
- хутор Нижнекольцов;
- хутор Новороссошанский;
- хутор Платонов;
- хутор Свободный;
- хутор Фоминка;
- хутор Херсонка;
- хутор Чумаков.

## Население
| 2010  | 2012  | 2013  | 2014  | 2015  | 2016  | 2017  |
| ----- | ----- | ----- | ----- | ----- | ----- | ----- |
| 2267  | ↘2175 | ↘2099 | ↘2001 | ↘1975 | ↘1941 | ↘1932 |
| 2018  | 2019  | 2020  | 2021  |       |       |       |
| ↘1902 | ↘1850 | ↘1845 | ↘1818 |       |       |       |